# Serge Angounou
Salomon Serge Angounou (Yaoundé, 7 settembre 1983) è un ex cestista camerunese, professionista nella NBDL e in Asia.